# Dendronephthya boschmai
Dendronephthya boschmai är en korallart som beskrevs av Verseveldt 1966. Dendronephthya boschmai ingår i släktet Dendronephthya och familjen Nephtheidae. Inga underarter finns listade i Catalogue of Life.